# Telopelopia maroccana
Telopelopia maroccana är en tvåvingeart som beskrevs av Murray 1980. Telopelopia maroccana ingår i släktet Telopelopia och familjen fjädermyggor. Inga underarter finns listade i Catalogue of Life.